# Moselle
Moselle este un departament în estul Franței, situat în regiunea Grand Est. Este unul dintre departamentele Franței create în urma Revoluției din 1790. Este numit după râul omonim ce traversează departamentul.
În urma războiului franco-prusac din 1870 mare parte din teritoriul său a fost alipit Germaniei în cadrul regiunii Alsacia-Lorena. arondismentul Briey, situat în vestul departamentului a rămas în Franța și este incorporat în noul departament Meurthe-et-Moselle. După Primul Război Mondial teritoriul Alsacia-Lorena revine Franței iar departamentul Moselle este recreat din restul teritoriului Lorenei. În timpul celui de-al Doilea Război Mondial Alsacia-Lorena este din nou alipită Germaniei.

## Localități selectate

### Prefectură
- Metz

### Sub-prefecturi
- Boulay-Moselle
- Château-Salins
- Forbach
- Sarrebourg
- Sarreguemines
- Thionville

### Alte orașe
- Montigny-lès-Metz

### Alte localități
- Léning

## Diviziuni administrative
- 9 arondismente;
- 51 cantoane;
- 730 comune;